# Tom Fleischman
Pour les articles homonymes, voir Fleischman.
Thomas Allen « Tom » Fleischman est un mixeur américain né le 15 septembre 1951  à New York (État de New York).

## Biographie
Fils de la monteuse Dede Allen et du producteur et réalisateur de documentaires Stephen Fleischman, Tom Fleischman grandit dans l'Upper West Side et passe ses vacances comme apprenti auprès de sa mère. Il étudie à la Tisch School of the Arts, mais en sort avant d'obtenir un diplôme pour commencer à travailler.
Tom Fleischman est actuellement mixeur pour Soundtrack Group, depuis 2004, et pour TFA Audio, Inc., depuis 1985.

## Filmographie (sélection)

### Cinéma
- 1981 : Reds de Warren Beatty
- 1981 : Blow Out de Brian De Palma
- 1982 : La Valse des pantins (The King of Comedy) de Martin Scorsese
- 1982 : Le Monde selon Garp (The World According to Garp) de George Roy Hill
- 1983 : Le Mystère Silkwood (Silkwood) de Mike Nichols
- 1984 : Les Saisons du cœur (Places in the Heart) de Robert Benton
- 1985 : After Hours de Martin Scorsese
- 1986 : Dangereuse sous tous rapports (Something Wild) de Jonathan Demme
- 1986 : La Couleur de l'argent (The Color of Money) de Martin Scorsese
- 1986 : Peggy Sue s'est mariée (Peggy Sue Got Married) de Francis Ford Coppola
- 1987 : La Ménagerie de verre (The Glass Menagerie) de Paul Newman
- 1988 : La Dernière Tentation du Christ (The Last Temptation of Christ) de Martin Scorsese
- 1989 : Do the Right Thing de Spike Lee
- 1990 : Les Affranchis (Goodfellas) de Martin Scorsese
- 1990 : Mo' Better Blues de Spike Lee
- 1991 : Le Silence des agneaux (The Silence of the Lambs) de Jonathan Demme
- 1992 : Malcolm X de Spike Lee
- 1993 : Philadelphia de Jonathan Demme
- 1993 : Le Temps de l'innocence (The Age of Innocence) de Martin Scorsese
- 1994 : Entretien avec un vampire (Interview with the Vampire) de Neil Jordan
- 1994 : Tueurs nés (Natural Born Killers') d'Oliver Stone
- 1995 : Casino de Martin Scorsese
- 1995 : L'Indien du placard (The Indian in the Cupboard) de Frank Oz
- 1996 : Michael Collins de Neil Jordan
- 1997 : Kundun de Martin Scorsese
- 2000 : Mission to Mars de Brian De Palma
- 2002 : Gangs of New York de Martin Scorsese
- 2004 : Aviator (The Aviator) de Martin Scorsese
- 2004 : Un crime dans la tête (The Manchurian Candidate) de Jonathan Demme
- 2006 : Les Infiltrés (The Departed) de Martin Scorsese
- 2006 : Le diable s'habille en Prada (The Devil wears Prada) de David Frankel
- 2006 : Inside Man : L'Homme de l'intérieur (Inside Man) de Spike Lee
- 2010 : Shutter Island de Martin Scorsese
- 2011 : Hugo Cabret (Hugo) de Martin Scorsese
- 2011 : Le Dilemme (The Dilemma) de Ron Howard
- 2012 : Men in Black 3 de Barry Sonnenfeld
- 2013 : Le Loup de Wall Street (The Wolf of Wall Street) de Martin Scorsese
- 2014 : Le Prodige (Pawn Sacrifice) d'Edward Zwick
- 2019 : The Irishman de Martin Scosese

### Télévision
- 2010-2014 : Boardwalk Empire (41 épisodes)

## Distinctions

### Récompenses
- Oscars 2012 : Oscar du meilleur mixage de son pour Hugo Cabret
- BAFTA 2012 : British Academy Film Award du meilleur son pour Hugo Cabret

### Nominations
- Oscar du meilleur mixage de son
  - en 1982 pour Reds
  - en 1992 pour Le Silence des agneaux
  - en 2003 pour Gangs of New York
  - en 2005 pour Aviator
- British Academy Film Award du meilleur son
  - en 1992 pour Le Silence des agneaux
  - en 2003 pour Gangs of New York
  - en 2005 pour Aviator